# 桥东街道 (承德市)
桥东街道，是中华人民共和国河北省承德市双桥区下辖的一个乡镇级行政单位。

## 行政区划
桥东街道下辖以下地区：
站前社区、中居宅社区、北山社区、会龙山社区、老居宅社区、东园林社区、世纪城社区和府城路社区。